# 大蔵省主計局第二部
大蔵省主計局第二部（おおくらしょうしゅけいきょくだいにぶ）は、占領下の日本に置かれていた大蔵省主計局の部署である。

## 概要
予算決算事務を担当していた6つの主計班が1947年7月2日に第一部と第二部に拡充された。部長は局長を補佐して部務を掌理する体制となっていた。

## 組織
- 第五課
農林、公共事業費、第二部所管事務に関し、部各課間への連絡調整。
- 第六課
商工。
- 第七課
運輸、鉄道、逓信。
- 第四課
戦災復興院、終戦処理費。

## 主計局第二部長
| 氏名     | 在任期間                                              |
| -------- | ----------------------------------------------------- |
| 河野通一 | 1947年（昭和22年）6月17日 - 1948年（昭和23年）10月8日 |
| 石原周夫 | 1948年（昭和23年）10月8日 - 1949年（昭和24年）6月1日  |